# Physalaemus crombiei

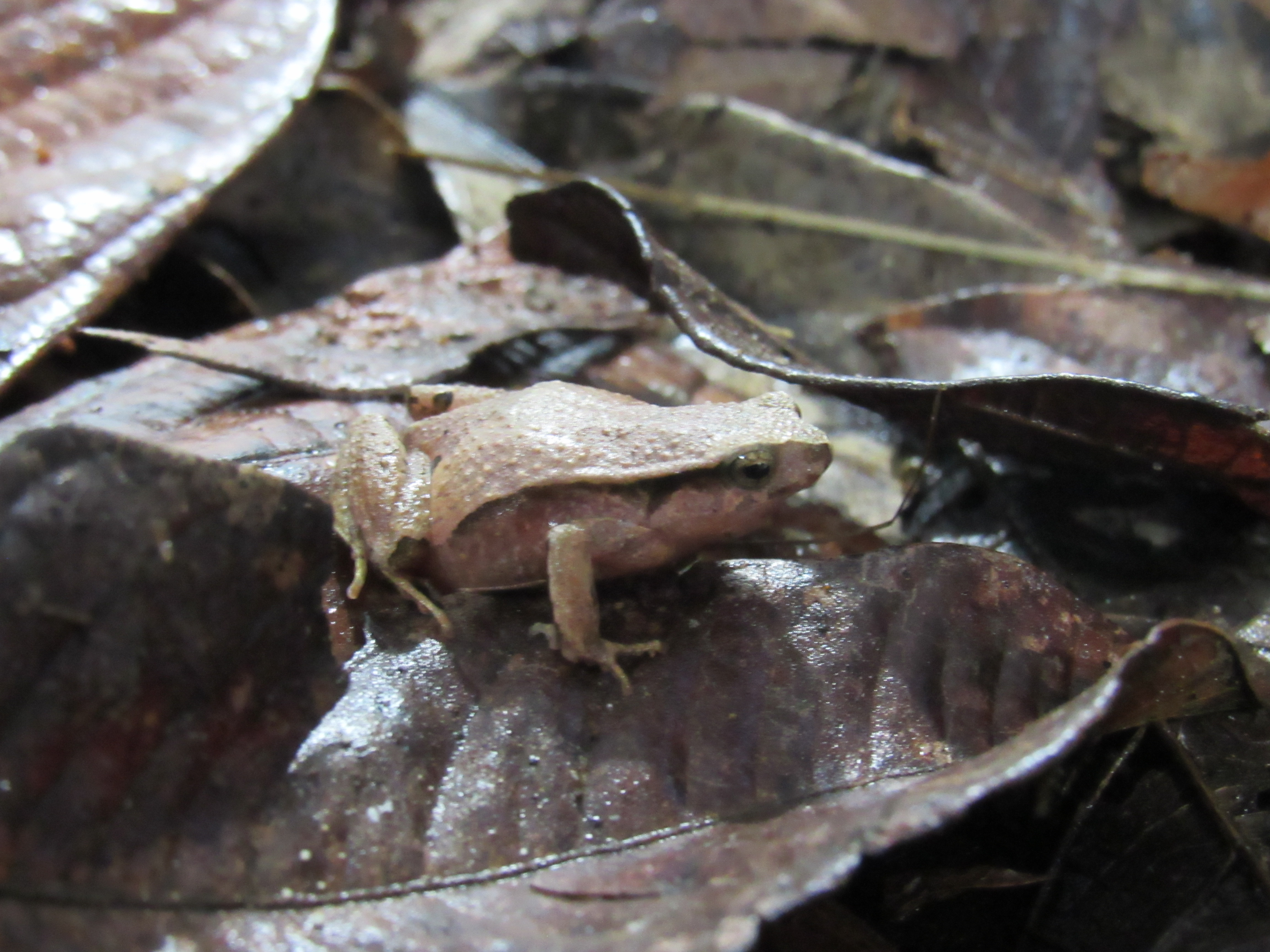

Physalaemus crombiei là một loài ếch trong họ Leptodactylidae, được Heyer và Wolf miêu tả khoa học lần đầu tiên năm 1989. Chúng là loài đặc hữu của Brasil. Môi trường sống tự nhiên của chúng là các khu rừng ẩm ướt đất thấp nhiệt đới hoặc cận nhiệt đới và đầm nước ngọt có nước theo mùa. Loài này đang bị đe dọa do mất môi trường sống.